# Boczki Stare
Boczki Stare – wieś w Polsce położona w województwie łódzkim, w powiecie zduńskowolskim, w gminie Szadek, (sołectwo Boczki) nad rzeką Pichną. 
W latach 1975–1998 miejscowość należała administracyjnie do województwa sieradzkiego.
| Identyfikator miejscowości | Nazwa Miejscowości | Rodzaj miejscowości |
| -------------------------- | ------------------ | ------------------- |
| 0714308                    | Gosiów             | część miejscowości  |